# ウバルド・ランフランキ
ウバルド・ランフランキ（イタリア語：Ubaldo Lanfranchi, ? - 1207年6月19日）は、イタリア人のカトリック大司教。

## 生涯
イタリア貴族のランフランキ家出身であり、1176年4月11日にピサ大司教に任ぜられた。ピサ大司教の影響力はトッレス、カリャリおよびアルボレーアの管区にまで及んでいた。1198年3月21日、ローマ教皇インノケンティウス3世はウルバヌス2世の時代以降伝統的に教皇の管轄下にあったサルデーニャ教区をピサ大司教の管轄下に置くことを承認した。
1189年、ウバルドは教皇特使としてグリエルモ1世・ディ・カリャリを伴い第3回十字軍に参加し、52隻の船とともに聖地に到着し、ギー・ド・リュジニャンと対立するモンフェッラート侯コンラート1世の味方となるためにギーの側に付いた。アッコ包囲戦の間に、ウバルドはオンフロワ4世・ド・トロンとエルサレム女王イザベル1世の離婚を承認し、イザベルがモンフェッラート侯コンラート1世と結婚できるようにした。
晩年の3年間、ウバルドはサルデーニャ、特にジュディカート・ディ・ログドーロにおける教会法に関するいくつかの論争により、教皇と対立した。ウバルドは1207年のおそらく6月19日に死去した。

## 伝説
民間の伝承によると、ゴルゴダの土を積んだガレー船でトレマイデ包囲戦から戻ったのはウバルドであったという。1203年、この「聖地」はピサのカンポサントの地面にまかれたという。